# Yambe
Yambe (en griego antiguo Ἰάμβη) en la mitología griega, fue una mujer tracia, hija de Pan y de Eco y sirvienta de Metanira, la esposa de Hipótoo. Otros la consideran esclava de Céleo, rey de Eleusis.
Es la diosa griega del humor y la poesía que hace bromas subidas de tono y que con sus gestos, sacó momentáneamente de la aflicción a Deméter de la profunda depresión en la que había caído en la búsqueda de su hija Perséfone. En Los mitos griegos, Robert Graves escribe que Deméter (disfrazada) era huésped del rey Céleo en Eleusis y Yambe «intentó consolar a Deméter con versos cómicamente lascivos, y una seca niñera, la vieja Baubo, la convenció para que bebiese una bebida llamada ciceó a base de harina de cebada, poleo y agua y, en broma, gimió como si estuviese de parto e, inesperadamente, salió de bajo sus faldas el hijo de Deméter, Yaco, quien saltó a los brazos de su madre y la besó.» Graves señala que «Yambe y Baubo personifican las canciones obscenas, en métrica yámbica, que se cantaban para aliviar la tensión emocional en los misterios eleusinos; pero Yambe, Deméter y Baubo forman la tríada de doncella, ninfa y vieja. Las viejas niñeras de los mitos griegos casi siempre representan a la diosa como anciana.»
Esta hilaridad extravagante que se desbordaba en las fiestas de Deméter en el Ática proviene de las artes de Yambe, al hacer sonreír a Deméter, con sus bromas y volver a recuperar las ganas de vivir.